# 第43屆柏林電影節
第43屆柏林影展（德語：43. Internationale Filmfestspiele Berlin）在柏林當地時間1993年2月11日到2月22日舉行。金熊獎則由台灣導演李安及中國導演謝飛共同獲得。

## 評審團
- 法蘭克·貝爾（德语：Frank Beyer）：導演、編劇。（評審團主席）
- 胡安·安東尼奧·巴爾登（西班牙语：Juan Antonio Bardem）：導演。
- 米歇爾·布朱特（法语：Michel Boujut）：作家、製片人、影評人。
- 弗朗索瓦·杜帕（法语：François Duplat）：製片人。
- 卡廷卡·法拉戈（瑞典语：Katinka Faragó）：製片人。
- 克雷斯蒂娜·扬达：演員。
- 納姆·克萊曼（俄语：Клейман, Наум Ихильевич）：電影史學家、影評人。
- 布羅克·彼得斯：演員。
- 蘇珊·斯塔絲伯格（英语：Susan Strasberg）：演員 。
- 約翰娜·特爾·斯蒂格（荷兰语：Johanna ter Steege）：演員。
- 張藝謀：導演。

## 官方單元

### 正式競賽
以下電影被選定為競賽片，可角逐金熊獎和銀熊獎：
| 中文/英文片名                   | 導演                                 | 出品国               | 演員                                           |
| ------------------------------- | ------------------------------------ | -------------------- | ---------------------------------------------- |
| 夢遊亞利桑那                    | 艾米爾·庫斯杜力卡                    | 美国 法國            | 強尼·戴普、傑瑞·路易斯、費·唐娜薇、莉莉·泰勒   |
| 美好年代                        | 佛南多·楚巴                          | 西班牙 葡萄牙 法國   | 潘妮洛普·克魯茲、費爾南·戈斯麥、Michel Galabru |
| 背叛                            | 弗朗斯·薇茲                          | 荷蘭                 | Renée Soutendijk                               |
| Die Denunziantin                | 湯瑪斯·米切利斯                      | 德国                 | Katharina Thalbach                             |
| 香魂女                          | 謝飛                                 | 中国                 |                                                |
| Hoppá                           | Gyula Maár                           | 匈牙利               |                                                |
| Jimmy Hoffa                     | 丹尼·狄維托                          | 美国                 | 傑克·尼克遜                                    |
| 喜宴                            | 李安                                 | 臺灣                 | 郎雄                                           |
| 少年維特的煩惱                  | 賈克·杜瓦雍                          | 法國                 |                                                |
| Kærlighedens smerte             | 尼尔斯·马尔姆洛斯（Nils Malmros）    | 丹麦                 |                                                |
| Das Leben, wie von Agfa bezeugt | Assi Dayan                           | 以色列               | 姬拉·艾瑪戈                                    |
| Love Field                      | 強納森·凱普蘭                        | 美国                 | 蜜雪兒菲佛                                     |
| 黑潮                            | 史派克·李                            | 美国                 | 丹佐·華盛頓、安琪拉·貝瑟                       |
| Patul conjugal                  | Mircea Daneliuc                      | 羅馬尼亞             |                                                |
| 小启示录（Petite Apocalypse）   | 科斯塔·加夫拉斯                      | 法國 義大利 葡萄牙   | André Dussollier、Pierre Arditi、Jiří Menzel   |
| Die Russlandaffäre              | Morten Arnfred                       | 丹麦                 |                                                |
| Samba Traoré                    | 伊德沙·屋德瑞古（Idrissa Ouédraogo） | 布吉納法索 德国      |                                                |
| Sankofa                         | 海尔·格里玛（Haile Gerima）          | 布吉納法索 法國 瑞士 |                                                |
| Die Sonne der Wachenden         | Temur Babluani                       |                      |                                                |
| Tagebuch einer Manie            | 馬可·菲萊利                          | 義大利               |                                                |
| Telefrafisten                   | 埃里克·古斯塔維森（Erik Gustavson）  | 丹麦 挪威            |                                                |
| 玩具兵團                        | 巴瑞·李文森                          | 美国                 | 羅賓·威廉斯、Michael Gambon、Joan Cusack       |
| 一個好人                        | 德特福·巴克                          | 英国                 | Joachim Król、Horst Krause、Sophie Rois        |
| 賽門花園                        | 安德魯·柏金                          | 法國 德国 英国       | 夏綠蒂·甘絲柏格                                |

## 獲獎名單

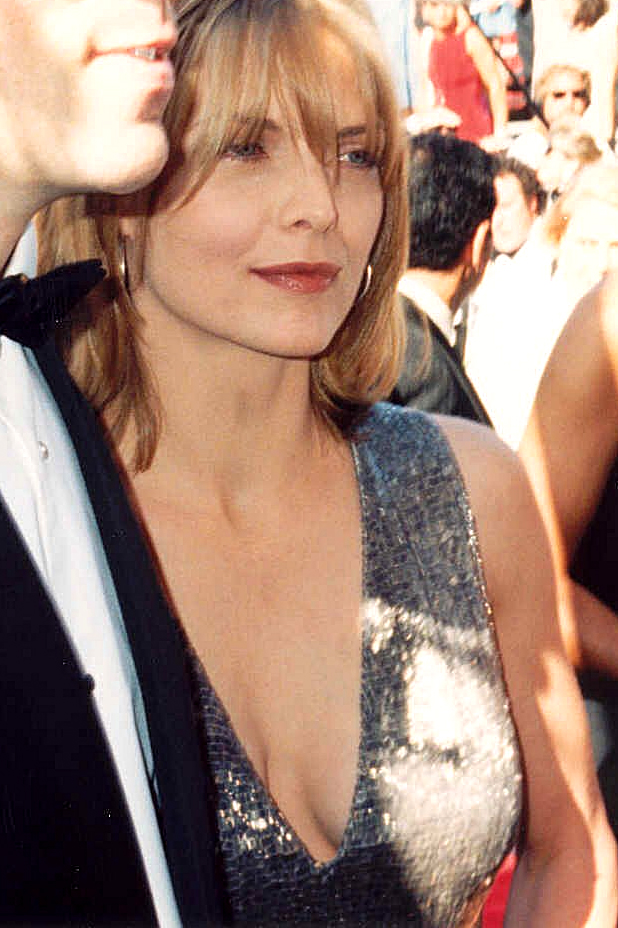
蜜雪兒菲佛

本屆柏林電影節頒獎典禮於2月22日舉行。
- 金熊獎：
  - 《囍宴》 - 李安
  - 《香魂女》 - 謝飛
- 評審團大獎銀熊獎：《夢遊亞利桑那（英语：Arizona Dream）》 - 艾米爾·庫斯杜力卡
- 最佳導演銀熊獎：安德魯·伯金（英语：Andrew Birkin） - 《賽門花園（英语：The Cement Garden）》
- 最佳男演員銀熊獎：丹佐·華盛頓 - 《黑潮麥爾坎》
- 最佳女演員銀熊獎：蜜雪兒菲佛 - 《槍聲響起（英语：Love Field (film)）》
- 傑出藝術貢獻銀熊獎：《失眠的太陽（英语：The Sun of the Sleepless）》 - 泰默·巴布魯阿尼（英语：Temur Babluani）
- 最佳特別藝術成就銀熊獎：《桑巴特拉奥（英语：Samba Traoré）》 - 伊德沙·屋德瑞古（法语：Idrissa Ouedraogo）
- 榮譽獎：
  - 《浮世酒館（英语：Life According to Agfa）》 - 艾西·達揚
  - 《好傢伙先生（英语：No More Mr. Nice Guy (film)）》 - 德特勒夫·巴克（英语：Detlev Buck）

### 其他獎項
- 最佳劇情片泰迪熊獎：《維根斯坦》 - 德瑞克·賈曼
- 最佳紀錄片泰迪熊獎：《銀色之戀（英语：Silverlake Life: The View from Here）》 - 湯姆·加斯林（英语：Peter Friedman）
- 榮譽金熊獎：葛雷哥萊·畢克、比利·懷德
- 藍天使獎：《少年維特的煩惱》 - 賈克·杜瓦雍（英语：Jacques Doillon）
- 柏林金相機獎：鞏俐、茱麗葉·畢諾許、柯琳娜·哈佛克（英语：Corinna Harfouch）

## 外部連結
- 柏林影展官方網站 （页面存档备份，存于）